# یک سواری طولانی از جهنم
یک سواری طولانی از جهنم (به ایتالیایی: Vivo per la tua morte)، همچین با عنوان: «من برای مرگ تو زنده‌ام» نیز شناخته می‌شود، یک فیلم وسترن اسپاگتی به کارگردانی کامیلو باتسونی که در سال ۱۹۶۸ منتشر شد. این فیلم در ایران با عنوان «فرار از مرز خورشید» به نمایش درآمد. این فیلم آخرین فیلم هنرپیشه بدنساز استیو ریوز قبل از بازنشستگی او بود. ریوز که نقش اول فیلم به خاطر یک مشت دلار را رد کرد، با دیدن باکس آفیس موفق فیلم وسترن اسپاگتی کلینت ایستوود در آن زمان، هزینه مالی و نویسنده فیلم را خودش به عهده گرفت. ولی این فیلم در گیشه ضعیف عمل کرد و ریوز در آن سال از فیلم‌سازی برای همیشه کناره‌گیری کرد.

## داستان
استیو ریوز در این فیلم نقش یک کابوی بنام مایک استرجز را به تصویر می‌کشد که به همراه برادر کوچکترش روی، به اتهام یک سرقت ساختگی قطار به زندان منطقه‌ای در یوما محکوم می‌شوند. هر دو قبل از فرار مایک برای گرفتن انتقام از دشمنانشان رفتار بی رحمانه‌ای را تحمل می‌کنند. 